# Belba cornuta
Belba cornuta är en kvalsterart som beskrevs av Wang och Norton 1995. Belba cornuta ingår i släktet Belba och familjen Damaeidae. Inga underarter finns listade.